# Александрова, Галина Филипповна
Галина Филипповна Александрова (род. 29 января 1937, Надлак, Одесская область) — украинский советский деятель, доярка колхоза «Заря коммунизма» Новоархангельского района Кировоградской области. Депутат Верховного Совета СССР 7-9-го созывов.

## Биография
Родилась в крестьянской семье. Окончила семилетнюю школу в селе Надлак. В 1952—1953 годах училась в Одесском фабрично-заводском училище.
В 1953—1956 годах — помощник мастера Одесского хлебозавода № 1.
В 1956—1964 годах — колхозница, в 1964—1966 годах — звеньевая, с 1966 года — доярка колхоза «Заря коммунизма» села Надлак Новоархангельского района Кировоградской области. Без отрыва от производства окончила среднюю школу.
В 1974 году заочно закончила Уманский сельскохозяйственный институт Черкасской области.
Потом — на пенсии в селе Надлак Новоархангельского района Кировоградской области.
Депутат Совета Союза Верховного Совета СССР 7-9 созыва (1966—1979) от Добровеличковского избирательного округа № 500 Кировоградской области.